# Martin Baum
Martin Baum (Hagerstown (Maryland), 15 de junho de 1765 - Cincinnati, Ohio, 14 de dezembro de 1831) foi um empresário e político norte-americano.

## Vida
Filho dos imigrantes alemães Jacob Baum e Magdalena Elizabeth Kershner, Baum lutou com o General Anthony Wayne na Batalha de Fallen Timbers.
Após se estabelecer em Cincinnati, Baum tornou-se ativo em questões cívicas, e se elegeu prefeito em 1807 e 1812. Através de seus agentes em Baltimore, Nova Orleães e na Filadélfia, Baum atraiu um grande número de imigrantes alemães para trabalhar em seus vários empreendimentos — barcos a vapor, uma refinaria de açúcar, uma fundição, e no ramo imobiliário. Baum fundou o Western Museum, era um membro ativo da primeira biblioteca pública em 1802, e era um dos membros mais importantes da Primeira Igreja Presbiteriana de Cincinnati. Ele casou-se com Anna Somerville Wallace em 1804.
Ele comprou um terreno de 36,000 m2 na Pike Street em 1812, para construir sua casa. A construção foi terminada em 1820; o local, que já foi habitado por Nicholas Longworth e David Sinton, abriga hoje o Museu Taft. A construção é o melhor exemplo do estilo Federal de arquitetura em Cincinnati. Baum teve problemas na crise financeira de 1819–20, e foi eventualmente forçado a devolver a escritura de sua casa ao Banco dos Estados Unidos em 1825.
Baum faleceu durante uma epidemia de gripe. Ele foi enterrado no Primeiro Cemitério Presbiteriano. Em 6 de junho de 1853 seu corpo foi transferido para o Cemitério de Spring Grove.
Um dos bondes do Plano Inclinado de Mount Adams foi nomeado em sua homenagem.